# Vera Dinkley
 (octobre 2015).
Si vous disposez d'ouvrages ou d'articles de référence ou si vous connaissez des sites web de qualité traitant du thème abordé ici, merci de compléter l'article en donnant les références utiles à sa vérifiabilité et en les liant à la section « Notes et références ».
Pour les articles homonymes, voir Vera.
Cet article concerne le personnage de Scooby-Doo. Pour la série télévisée d'animation basée sur le personnage, voir Velma (série télévisée d'animation).
Véra Dinkley (Velma dans la version originale) est un personnage de la série Scooby-Doo.

## Biographie
Elle est de loin la plus intelligente des cinq amis de « Mystères et Co. », les quatre autres étant : Scooby-Doo, Sammy Rogers, Daphné Blake et Fred Jones. Véra porte toujours un pull à col roulé orange, une jupe rouge plissée, des chaussettes orange tirées jusqu'au genoux et des Mary Janes aux pieds. Sa réplique fétiche est : « J'ai un indice ! » (en VO : « Jinkies! »).
Elle sait lire les langues anciennes ainsi que le mandarin ou le japonais, déchiffrer des manuscrits ou raconter l'histoire d'un endroit. Elle est également très forte en calcul et en informatique. Elle utilise toujours ses connaissances pour résoudre les énigmes. Elle perd souvent ses lunettes, ce qui constitue un gag fréquent dans la série. Sans elles, elle se dit aveugle. Elle arrive toujours à amadouer Sammy et Scooby grâce à des Scooby Snack ou Croc’ Scooby (petits biscuits pour chien). Dans les versions récentes, elle a créé un site, Spécial Mystère, où elle raconte toutes ses aventures avec ses amis.
Dans Scooby-Doo : Mystères associés, elle dit souvent « Oy » et « Oy gevalt » et écoute de la musique klezmer, ce qui implique qu'elle est juive,,.

### Voix

#### En version française
- De 1975 à 1990 : Laurence Badie[6]
- De 1991 à 2004 : Chantal Macé
- De 2005 à aujourd'hui : Caroline Pascal

#### En version originale
- De 1969 à 1973 : Nicole Jaffe
- De 1976 à 1979 : Pat Stevens
- De 1979 à 1980 : Marla Frumkin
- De 2002 à 2015 : Mindy Cohn
- 2020 : Ariana Greenblatt et Gina Rodriguez
- De 2015 à aujourd'hui : Kate Micucci
- De 2023 à 2024 : Mindy Kaling